# Костешти (Дамбовица)
Костешти (рум. Costești) насеље је у Румунији у округу Дамбовица у општини Фиени. Oпштина се налази на надморској висини од 551 m.

## Становништво
Према подацима из 2002. године у насељу је живело 915 становника, од којих су сви румунске националности.